# Selim I.
Selim I. (10. října 1465 / 1466 / 1470 – 22. září 1520) mnohdy přezdívaný „Hrozný“ byl osmanským sultánem v letech 1512–1520.
Jeho panování bylo významné zvláště díky obrovské expanzi říše, zejména dobytí v letech 1516 a 1517 Mamlúckého sultanátu, který zahrnoval provincie Levanty (tj. přibližně současných států Sýrie, Libanonu, Izraele, Jordánska), východního pobřeží Rudého moře a samotný Egypt.
Díky tomuto dobytí srdce arabského světa se stala Osmanské říše dominantní silou v regionu a též i v islámském světě.
Po dobytí Egypta Selim převzal titul chalífy, tedy vůdce celého muslimského světa, jako první osmanský sultán, čímž založil Osmanský chalífát. Nechal si také udělit titul „Khadim ul. Haramajn iš Šarifajn“ (služebník svatých měst Mekky a Mediny) od šarifa Mekky v roce 1517.

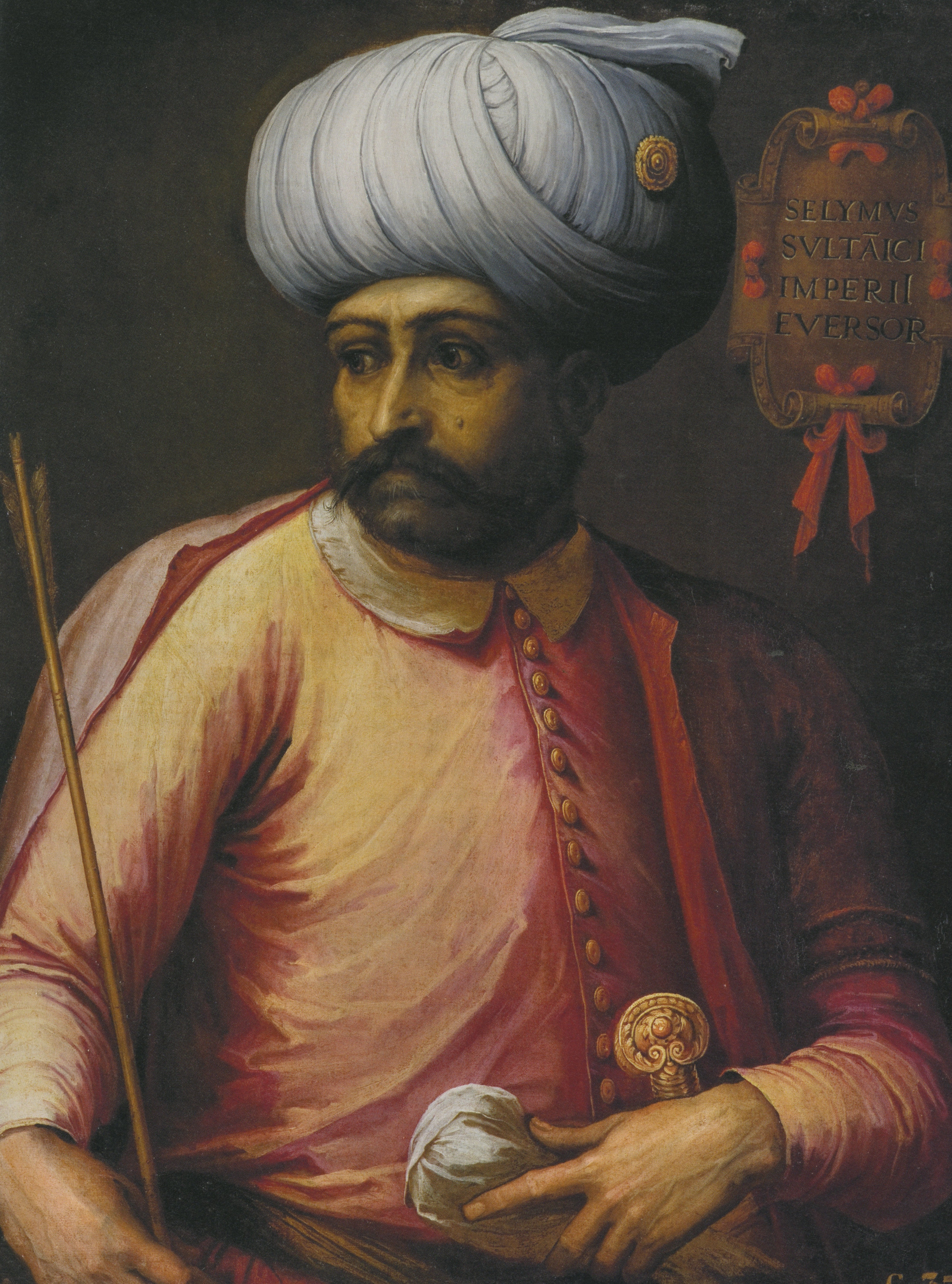
Osmanský sultán a chálífa Selim I.

Selimova expanze do Středního východu představovala náhlou změnu v expanzní politice říše, která byla před jeho vládou směřována do východní Evropy a dalších tureckých „beyliků“ v Anatolii. Na sklonku jeho života v roce 1520 Osmanská říše pokrývala téměř cca 4 000 000 km², které se ztrojnásobily právě během Selimovy vlády.
Svoji přezdívku „Hrozný“ si získal zejména kvůli bojům o získání a udržení svého sultánského trůnu, kdy byl schopen povraždit (nejenom) spoustu svých příbuzných včetně svých vlastních bratrů a synů. Nakonec zbyl v podstatě pouze jeho nástupce Sulejman I. zvaný „Nádherný“.

## Konkubíny a manželky
Sultán Selim měl 2 manželky;
Ayşe Hafsa Sultan (5. prosince 1479 – 19. března 1534), dcera krymského chána Meñli I Giraye. Sultánovi porodila jednoho syna a tři dcery
- sultán Sulejman I. (1494–1566), od roku 1520 vladař Osmanské říše, od počátku vlády až do své smrti byla Ayşe Hafsa Valide sultánkou
- Hatice Sultan (1496–1538)
- Fatma Sultan (?–1570)
- Hafsa Sultan (1500–1538)

Ayşe Hatun, porodila sultánovi pouze 3 dcery, tudíž nedosáhla titulu sultánky.
- Beyhan Sultan (?–1559)
- Hafize Sultan
- Șah-Huban Sultan (1509–1572)

Kromě těchto dětí měl ještě 3 syny a 1 dceru – prince Orhana, Musu, Korkuta a Gevherhan Sultan, ti se však nedožili ani 10 let.
Jeho synem byl i Üveys Paša, ten však nebyl se ženou z harému a tak nebyl uznán jako nástupce trůnu.